# Pachydactylus katanganus
Pachydactylus katanganus — вид геконоподібних ящірок родини геконових (Gekkonidae). Мешкає в Демократичній Республіці Конго і Малаві.

## Поширення і екологія
Pachydactylus katanganus мешкають в регіоні Катанга на південному сході ДР Конго, зокрема в національних парках Упемба і Кунделунгу, а також на півночі Малаві. Вони живуть в лісистих саванах міомбо.